# Токугава Иэнобу
Токугава Иэнобу (яп. 徳川 家宣?, 11 июня 1662 — 12 ноября 1712) — 6-й сёгун Японии из династии Токугава (1709—1712).

## Биография
Старший сын Токугава Цунасигэ (1644—1678), даймё из княжества Кофу (1661—1678) и внук третьего сёгуна Токугава Иэмицу. Токугава Цунасигэ был братом четвёртому и пятому сёгунам. Матерью Иэнобу была наложница.
В 1678 году после смерти своего отца Цунасигэ Иэнобу унаследовал княжеский престол в Кофу. В 1694 году ронин Араи Хакусэки был назначен личным наставником и советником молодого даймё Токугава Иэнобу.

## Сёгун
В феврале 1709 года скончался 5-й японский сёгун Токугава Цунаёси (1680—1709), родной дядя Иэнобу, не оставив после себя наследников — его единственный сын умер. Ещё в 1704 году Токугава Цунаёси усыновил своего племянника Иэнобу. В том же 1709 году после смерти своего дяди и приемного отца Токугава Иэнобу был провозглашен 6-м сёгуном Японии.
Во время правления Токугава Иэнобу большое влияние на государственные дела оказывали конфуцианский учёный Араи Хакусэки (1657—1725) и личный секретарь сёгуна Манабэ Акифуса (1666—1720), до этого он служил отцу Иэнобу в княжестве Кофу.
При Иэнобу были предприняты шаги, чтобы исправить перекосы предыдущего правления. Было уволено несколько родзю и собаёнин за плохое управление государством, отменены указы Цунаёси о милосердии к животным и освобождены осужденные за их нарушение. Была прекращена порча монет, приняты меры к ограничению роскоши при сёгунском дворе. Этим стремились поправить финансовые дела бакуфу. С той же целью попытались навести порядок в сборе налогов. При сёгуне Цунаёси наблюдалось сокращение налоговых поступлений — сборы упали на 28-29 %, что было связано с беззаконием и взяточничеством наместников-дайкан. Поэтому финансовому ведомству было указано на необходимость провести «чистку» среди чиновников. Результаты этого сказались при седьмом сёгуне — уже в 1713 году сбор налогов увеличился на 433 400 мешков.
С 1641 года внешняя торговля Японии была ограничена лишь одним портом Нагасаки. Туда же перенесли с острова Хирадо голландскую факторию. Кроме того, были введены ограничения на торговлю, был сокращен вывоз золота и серебра, ограничено количество судов, которым разрешалось заходить в Нагасаки. Всё это нарушило баланс между импортом и экспортом, привело к росту контрабанды, нарушениям служебной дисциплины в магистре Нагасаки и обеднению жителей города. Сёгун потребовал подробный доклад от губернатора Нагасаки, обсудил его с Араи Хакусэки, но меры по улучшению были приняты уже при следующем сёгуне.
12 ноября 1712 года 50-летний сёгун Токугава Иэнобу скончался. Его похоронили на территории буддийского храма Дзодзёдзи в Токио. Сёгунский престол унаследовал его младший сын Токугава Иэцугу.